# Heinz Schiller
Heinz Schiller (25 de janeiro de 1930 – 26 de março de 2007), foi um automobilista suíço de Fórmula 1. Ele participou em um GP da Alemanha de 1962 do Campeonato do Mundo de Fórmula 1, em 5 de agosto de 1962 no velho circuito de 22 km. de Nürburgring. Ele retirou o seu carro da corrida devido a problemas com o óleo, não conseguindo pontuar.
O helvético também chegou a disputar uma edição das 24 Horas de Le Mans.
Schiller faleceu aos 77 anos de idade, em 26 de março de 2007.